# Bois raméal fragmenté
Pour les articles homonymes, voir BRF.
 (février 2025).
Si vous disposez d'ouvrages ou d'articles de référence ou si vous connaissez des sites web de qualité traitant du thème abordé ici, merci de compléter l'article en donnant les références utiles à sa vérifiabilité et en les liant à la section « Notes et références ».
Le bois raméal fragmenté, ou bois raméaux fragmentés (BRF), est un mélange non composté de résidus de broyage (fragmentation) de rameaux de bois (branches), issu majoritairement d'arbres feuillus.

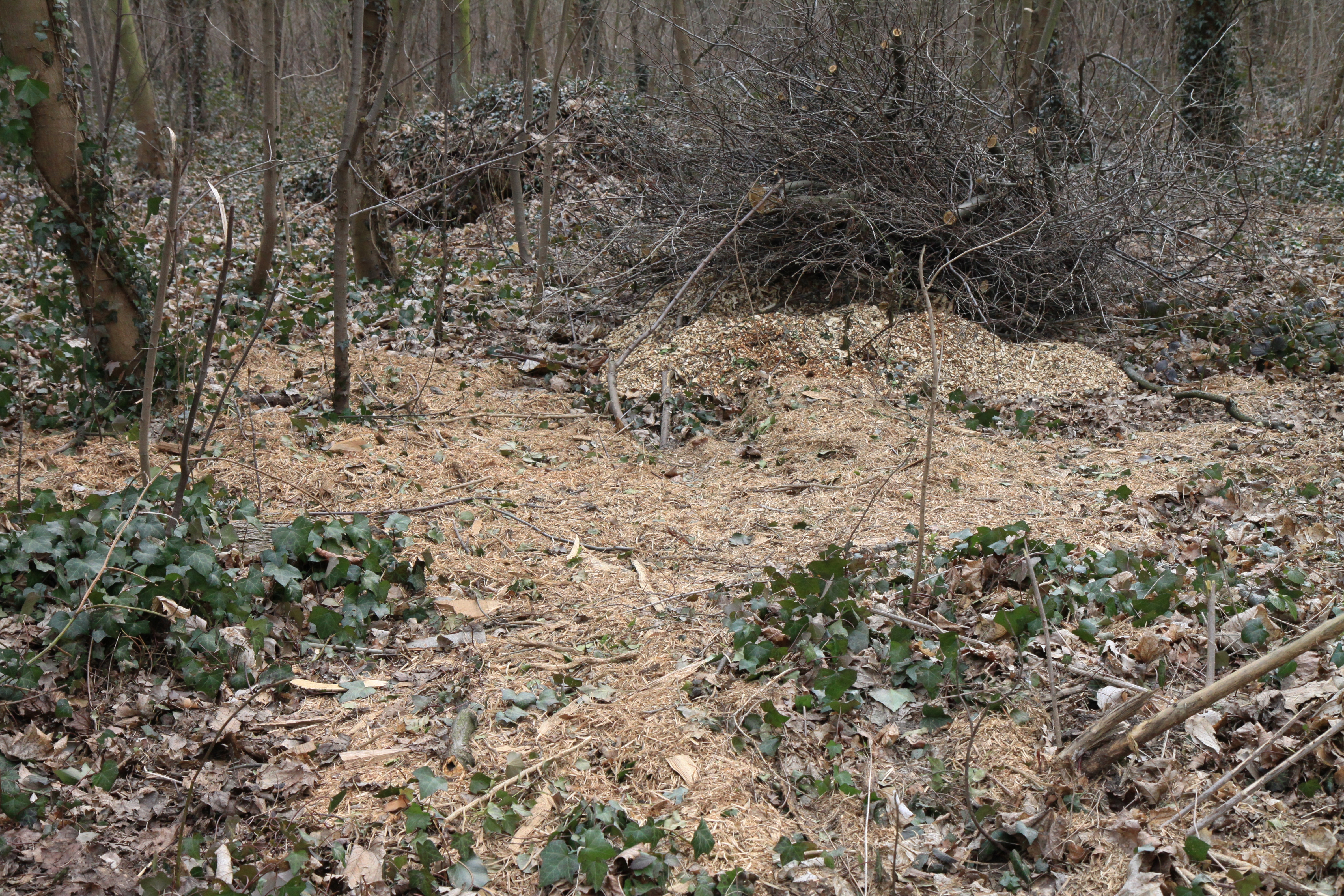
Le BRF est fait de jeunes rameaux vivants fraichement coupés. Il diffère du compost, du mulch, ou de la simple dispersion de broyat de rémanents (comme c'est le cas ici en forêt).

Par extension, le terme désigne une technique de restauration de sol imaginée au Canada où, par l'introduction de BRF dans la couche supérieure du sol, ou simplement en paillis, l'on recrée un sol humique, aéré et riche en micro-organismes, tel qu'on en trouve souvent en forêt ancienne[réf. souhaitée]. Le BRF favorise en effet la pédogenèse nécessaire à la création de l'humus. Il s'agit d'une simplification de la méthode de fermentation de bois et broussailles élaborée dans les années 1960 et 1970 par Jean PAIN.
Son utilisation peut avantager l'agriculture de type biologique, permaculture et agriculture de conservation. Il est parfois utilisé en jardinage (à partir des tailles de haies par exemple).
Le BRF sert principalement à réinstaller l'activité biologique mise à mal par le tassement ou le travail du sol (labour) qui détruisent le lieu de vie des habitants du sol (pédofaune) en le bouleversant et en le mettant à nu[réf. souhaitée]. On épand ou on incorpore pour cela le BRF en surface (0 à 4 cm, voire jusqu'à 20 cm ou plus sur un sol très dégradé), puis les micro-organismes et les vers de terre se nourrissent de la cellulose pendant que les champignons dégradent la lignine, en décolmatant, et nourrissant le sol de leurs excréments et exsudats[réf. souhaitée].

## Historique
La technique du BRF vient du Québec, où elle a été expérimentée un peu par hasard, à partir de 1970. Edgar Guay (d), Lionel Lachance et Alban Lapointe, ingénieurs agronomes ont broyé en hiver de jeunes branches, ont étalé le broyat obtenu sur des terres agricoles et l’ont incorporé au printemps dans la couche superficielle de la terre.
Les effets sont les suivants :
- amélioration de la structure des sols (gros apports d’humus)[réf. souhaitée] ;
- effet fertilisant avec rendements accrus ;
- réduction importante des besoins en eau ;
- diminution des risques de maladies [réf. souhaitée];

le tout sans travail de la terre ni désherbage, ni traitements.
Les recherches pour comprendre ce processus de fertilisation, puis la diffusion de la méthode ont été lancées par le professeur Gilles Lemieux (d) de l'Université Laval à Québec après sa visite au comité Jean PAIN en Belgique.

## Types de bois utilisables
Le bois de grosses branches (dit « caulinaire ») ne convient pas en BRF (il peut être utilisé en bois énergie). Son rapport massique carbone sur azote (rapport C/N) très élevé (600) nécessite une très grande quantité d'azote lors de la dégradation[réf. souhaitée].
Seuls l'aubier et les rameaux jeunes, d'un diamètre inférieur à 7 cm sont utilisés en BRF. La section de 7 cm est souvent mentionnée car c'est la norme de foresterie (en France comme au Québec) qui autorise le bucheron à ne pas ramasser le bois (rémanence). Toutefois, une section de 3 ou 4 cm serait en réalité idéale, car correspondant uniquement à la matière vivante la plus facilement dégradée, provenant d'un mélange d'arbres nobles (bois durs à forte teneur en tanins tels que le chêne, le châtaignier, l'érable, le hêtre, le robinier), les tanins se trouvant principalement dans le duramen du tronc[réf. souhaitée].
Les résineux sont à éviter en raison de leur lignine spécifique (10 à 20 % sont toutefois tolérés en mélange). La résine n'a pas de caractère aggradant car elle est constituée de dérivés de diterpènes (partie colophane) et de monoterpènes (partie térébenthine)[réf. souhaitée]. Il faut noter que seuls les genres Pinus, Picea, Larix et Pseudotsuga ont des canaux résinifères. Les thuyas sont eux caractérisés par des constituants du duramen toxiques pour les microorganismes, dérivés de tropolones (thujaplicines) à caractère phénolique, et sont donc à proscrire dans le BRF[réf. souhaitée].
L'acidification des sols par le BRF est parfois crainte par certains mais c'est un effet qui n'a jamais été observé. Au contraire, en sols acides, les BRF de feuillus ont tous plus ou moins tendance à augmenter le pH[réf. souhaitée].
En ce qui concerne le côté imputrescible de certaines essences, il ne faut pas confondre l'imputrescibilité du bois de tronc séché (cas des planchers ou des charpentes en châtaignier) avec celle des rameaux broyés humides et au sol[réf. souhaitée]. En effet, le robinier, aux propriétés d'imputrescibilité reconnues, a par exemple donné de très bons résultats en Ukraine[réf. souhaitée]. Même le mélèze (lui aussi imputrescible), bien qu'étant un gymnosperme, a donné des résultats corrects en régénération forestière au Québec, c'est le meilleur des gymnospermes pour l'usage en BRF, devançant même certains feuillus[réf. souhaitée].

## Composition du bois raméal
Parce que les plus exposées à la lumière, et les plus actives, les branches et rameaux (ou les très jeunes arbres) qui composent le BRF sont la partie la plus riche de l’arbre. On y retrouve 75 % des minéraux, des acides aminés, des protéines, phytohormones et des biocatalyseurs (enzymes)[réf. souhaitée].
Ce bois raméal contient des celluloses, hémicelluloses et lignines, de très nombreuses protéines, tous les acides aminés, presque tous les types de sucres et amidons, en plus de polysaccharides intermédiaires[réf. souhaitée]. Il faut ajouter un nombre incalculable de systèmes enzymatiques, d'hormones, mais surtout de polyphénols, huiles essentielles, terpènes, tanins et autres…, associés à divers degrés à tous les nutriments nécessaires à la synthèse et à la régulation de la vie[réf. souhaitée].
Parmi tous ces produits, un très grand nombre sont fragiles (enzymes, hormones et certaines protéines et chaînes d'acides aminés)[réf. souhaitée]. D'autres seront des sources énergétiques immédiates comme les sucres, suivis des celluloses et des hémicelluloses[réf. souhaitée]. Reste la lignine, molécule tridimensionnelle - l'une des plus complexes du monde végétal - qui est une source d'énergie importante, mais d'accès difficile, puisque cette énergie est contenue dans des cycles aromatiques que peu d'êtres vivants peuvent dégrader pour en tirer bénéfice[réf. souhaitée]. Des protozoaires et des bactéries peuvent le faire, lentement, mais les plus importants sont des champignons du groupe des basidiomycètes.
Un mètre cube de BRF équivaudrait à environ 250 kg de bois sec ou  370 kg humide, contenant au départ environ 1,7 kg d'azote. Une fois décomposés, ces 370 kg de BRF donnent 75 kg d'humus stable, lesquels contiennent environ 3,5 kg d'azote (4 à 5 %) . L'humus est une matière très stable, mais tout de même sujette à la minéralisation qui permet de relarguer de l'azote assimilable. Cette minéralisation naturelle représente, sous climat continental, entre 2 et 3 % du poids de l'humus par an. Hormis les chaulages et le travail du sol qui sont connus pour l'accentuer, la minéralisation est le résultat de l'activité biologique partiellement pilotée par les plantes, à travers le nuage de bactéries qui accompagne leurs racines.

## Rôle
Le BRF a différents rôles : 
- rôle nutritif : il permet de régénérer et entretenir la richesse d'un sol, et de constituer des réseaux trophiques grâce au rôle prépondérant de la jeune lignine (présente sous forme d'oligomères ou de monomères) et à l'action fondamentale des basidiomycètes dans la dépolymérisation de la lignine, conduisant à la production de glomalines favorables à la pédogenèse, avec une influence majeure sur la conservation et la distribution de l'eau biologiquement active par symbiose entre les hyphes mycéliens et les racines[réf. souhaitée].

- rôle irrigateur et structurateur du sol : les fragments de bois raméal disséminés dans la couche superficielle du sol absorbent les pluies en évitant ou limitant le lessivage, puis empêchent les remontées d'eau par capillarité et donc l'évaporation qui caractérise cette zone du sol, notamment en l'absence de couvert végétal. La présence de fragments de bois à volume variable selon le niveau d'humidité contribue également à l'aération du sol. Il a un effet sur la capacité de rétention en eau du substrat[6].

- rôle thermorégulateur : en outre, le BRF s'avère avoir un effet tampon sur la température du sol qui est, de par sa présence, moins chaud en été. Ceci a un effet protecteur sur la plante poussant dans le BRF comme sur la pédofaune[réf. souhaitée].

Apporter du BRF permet de relancer la dynamique pédagogique (vie du sol) et d'espérer une restauration rapide et durable de l'écosystème sol.
Cette technique est utilisable par toutes les formes de culture : potagers privés, maraîchage, agriculture, nouvelles plantations et établissements de haies, sylviculture, arboriculture…

## Processus
Le processus de décomposition d'éléments végétaux fait appel à l'activité animale, microbienne et cryptogamique (champignons) du sol. C'est une lente mais inexorable transformation. Les filaments de mycélium produisent des glomalines qui sont des "colles" humiques d'où les phénomènes d'aggradation. Il y a cumul entre les réseaux mycéliens et la production de glomalines. Cela produit des sols structurés et enrichis en humus stable.
La dépolymérisation de la lignine produit des polyphénols antioxydants (la guaïcyl et la syringyl, les deux polyphénols les plus importants avec les tannins) qui jouent un rôle primordial dans la pédogenèse. Ils empêchent le lessivage de l'azote en automne et favorisent sa réorganisation dans la fabrication de l'humus.
La présence de lignine jeune favorise le développement rapide des champignons (basidiomycètes) qui dégradent le bois. Associé à une présence élevée de carbone (c/n du BRF = 50), l'azote présent dans les rameaux est rapidement consommé. La prolifération des champignons va entrainer une réorientation et stabilisation de l'azote vers l'humification.
La dégradation de la lignine par les champignons produit des polyphénols qui sont des antioxydants.
L'incorporation du BRF au début du printemps permet d'obtenir un sol de type Mull (humus) (qui contient le plus de vers de terre) alors qu'en le laissant en surface, on obtient plutôt un moder (qui contient plutôt des arthropodes)[réf. souhaitée].
Avec le BRF la question de l'énergie est d'importance[réf. souhaitée]. En effet, le BRF fournit de l'énergie chimique, un « combustible » pour la vie du sol en quelque sorte, et ce grâce à la lignine, noyau d'hémicellulose, de cellulose et de sucres[réf. souhaitée]. La lignine met du temps pour être digérée par quelques organismes seuls capables de cet exploit[réf. souhaitée]. Ce sont pour l'essentiel des pourritures blanches ainsi nommées en raison de leur aspect (champignons lignivores fréquents dans les vieux tas de bois)[réf. souhaitée]. La digestion de la lignine par le sol produit une quantité importante d'énergie[réf. souhaitée]. Ce « carburant » accessible aux champignons, qui le réintègrent via le réseau trophique du sol, leur donne un pouvoir structurant : ils sécrètent des antibiotiques limitant certaines bactéries ; leur action rend la cellulose du BRF accessible aux micro-organismes qui alimentent une chaîne trophique, où les déjections des vers de terre servent de nourriture à des micro-arthropodes dont les déjections alimentent d'autres organismes qui produisent finalement des nutriments assimilables par les plantes[réf. souhaitée].

### «Faim d'azote»
Dans les premiers mois, les organismes qui bénéficient de l'apport de BRF vont « vampiriser » l'azote disponible car les bactéries et champignons l'utilisent pour produire leurs protéines et se développer[réf. souhaitée]. Cet azote est prélevé dans les réserves du sol provoquant une pénurie temporaire de cet élément[réf. souhaitée]. Il sera ensuite rendu au sol à la mort de ces organismes, et des plantes fixatrice d'azote en apporteront aussi[réf. souhaitée].
Les nitrates sont une forme oxydée de l'azote (NO3). Si le sol était pauvre en nitrate (sol oligotrophe) et qu'on y souhaite une productivité immédiate, un apport de fertilisant peut s'avérer utile, le temps que le BRF soit décomposé, sinon les cultures en place ou celles à venir risquent de manquer d'azote (plus ou moins selon la nature du sol)[réf. souhaitée]. Ce déficit en azote perdure durant les deux à six premiers mois[réf. souhaitée]. Pour le compenser, on peut installer, la première année avant l'épandage du BRF, un engrais vert de la famille des fabacées (autrefois appelées légumineuses), telles que le trèfle ou la luzerne par exemple, ou d'autres plantes capable d'obtenir des nodosités en association avec des bactéries (actinorhize avec les Ulmacées, Bétulacées, Coriariacées, Datiscacées, Rosacées, Myricacées , Casuarinacées, Eleagnacées, etc)[réf. souhaitée]. On pourrait être tenté d'épandre simultanément au BRF une fumure (type lisier) riche en azote pour compenser la faim d'azote, mais ce serait une erreur car, selon Gilles Lemieux, pour être la plus efficace, « l'application de BRF se fait sans apport d'azote ni utilisation d'insecticides ou d'herbicides. Un apport d'azote peut mettre en danger la durabilité du sol en accélérant indûment la dégradation des polyphénols hydrolysables et des celluloses. Cela peut aussi modifier la structure des agrégats, leurs propriétés physico-chimiques et plus important encore, compromettre la minéralisation de l'azote. »[réf. souhaitée] En effet, selon J.-C. Tissaux, « les champignons peuvent utiliser l'azote sous forme d'ammonium et d'acides aminés mais très rares sont ceux qui l'utilisent sous forme de  nitrates ». La quantité optimale d'azote pour la croissance de plusieurs basidiomycètes en milieu  synthétique a été évaluée à 0,07-0,11 % en poids pour 11-12 % de carbone sous forme de glucose. Cela donne un rapport C/N de 100-170.
Les épandages de BRF réalisés en automne sont mieux intégrés du fait de la pluie ou de la neige[réf. souhaitée]. À ce moment-là, il y a assez de nitrates dans le sol et les plantes en utilisent peu. On peut sans risque apporter le BRF qui en plus fera office de pompe à nitrate sur les sols eutrophisés ou dystrophes (trop riches en nitrates)[réf. souhaitée]. Les épandages de BRF après le mois de janvier sont moins recommandés car une forte concurrence vis-à-vis de l'azote s'installera au printemps (concurrence est d'autant plus forte que l'apport de BRF est élevé)[réf. souhaitée].

## En pratique

### Prérequis
L'utilisation de BRF n'est rapidement efficace que sur sol vivant, c'est-à-dire un sol où l'on cultive et protège la vie biologique qu'il héberge[Interprétation personnelle ?].
Les outils de travail du sol sont les premiers destructeurs du sol vivant[réf. souhaitée]. Il faut environ 5 ans pour restaurer la vie d'un sol mort[réf. souhaitée]. Les deux premières causes de la mort des sols est la compaction et le travail mécanique profond[réf. souhaitée]. Un sol compacté s'oppose à la pénétration des racines[réf. souhaitée]. L'apport de BRF n'est pas une solution dans ces cas-là[réf. souhaitée].
Pour « ressusciter » un sol mort, une solution consiste à semer des engrais verts et à pratiquer le paillage de façon à laisser un maximum de résidus frais de plantes en surface[réf. souhaitée].
Les premiers apports de BRF se font toujours en petites quantités, à l'automne[réf. souhaitée]. Un sol mort ne peut digérer la lignine[réf. souhaitée]. L'aggradation est un processus assez lent[réf. souhaitée]. Il faut 3 à 4 ans pour mesurer une différence de porosité dans les sols[réf. souhaitée]. Plus les sols sont lourds et hydromorphes, plus il faut travailler avec des plantes à racines pivots qui constituent d'excellentes alliées pour rapidement restaurer les échanges verticaux dans les sols[réf. souhaitée]. La restructuration par les adventices est souvent spectaculaire[réf. souhaitée]. Le rumex et le chardon restaurent par exemple un sol dégradé en 3 ans[réf. souhaitée]. Il y a cependant un compromis à trouver entre adventices et cultures[réf. souhaitée].
Une fois le sol revenu à la vie, le seul travail possible est un binage sur 2 cm sans oublier, en toutes circonstances, d'entretenir le sol vivant en l'alimentant par des paillages et des apports organiques[réf. souhaitée].

### Production
Plus le diamètre des rameaux est faible, meilleur sera l'effet sur le sol (tout diamètre supérieur à 7 cm est à proscrire)[réf. souhaitée]. L'idéal est que ces rameaux ou branchages soient broyés pendant la période dormante donc sans leurs feuilles, en fin d'automne[réf. souhaitée]. On privilégie le bois jeune car il contient de la lignine en formation, plus attaquable par les champignons et les bactéries que la lignine adulte présente dans le tronc des arbres[réf. souhaitée]. Ces branches contiennent une matière azotée indispensable au développement de ces bactéries et champignons.
On préconise de ne pas mettre trop de feuilles dans le BRF car incorporer du feuillage en grande quantité favorise les bactéries au détriment des champignons et on se rapproche alors d'un processus de compostage classique[réf. souhaitée].
Les branchages peuvent provenir de la taille et de l'élagage des arbres d'ornement, de la taille des arbres fruitiers et des haies (les broyats de résineux sont moins rapides pour remettre un sol en vie, mais fonctionnent également, sans acidifier le sol, contrairement à une croyance répandue).
Le bois est fragmenté dans un broyeur pour faciliter l'attaque de la lignine par les bactéries et les champignons[réf. souhaitée]. En effet, l'écorce de ces branchettes est protégée des insectes et des bactéries par une couche de cutine[réf. souhaitée]. La lacération met le bois à nu et le rend immédiatement attaquable par bactéries et champignons[réf. souhaitée].
On évitera les branches mortes et sèches qui risquent de pomper l'eau du sol plutôt que de le maintenir humide[réf. souhaitée]. Ces branches mortes sont appauvries en nutriments[réf. souhaitée]. Il vaut mieux ne pas les utiliser ou en très petites proportions, et de préférence en mélange au reste du broyat[réf. souhaitée].
En termes purement économiques pour les sylviculteurs, la production de BRF peut être concurrencée par celle de bois énergie. Il faut également éviter l'exportation intempestive des rameaux des forêts[réf. souhaitée]. Le prélèvement appauvrit le milieu et ne permet pas à l'écosystème de se régénérer correctement[réf. souhaitée].

### Utilisation
1. Récolte du bois raméal : En climat tempéré, récolter les rameaux de moins de 7 cm de diamètre de la fin de l'été jusqu'au début de l'hiver[réf. souhaitée].
2. Fragmentation : broyer pour obtenir des éclats de 5 cm maximum[réf. souhaitée].
3. Épandage : aussitôt l'opération de broyage terminée, tous les trois ans entre 150 à 300 mètres cubes de BRF par hectare sur une couche d'environ 3 cm. Le BRF de résineux n'est pas à éviter; il est seulement moins efficace. Si le broyat ne peut pas être épandu frais, c'est-à-dire lorsqu'il est encore vert, le stocker en andains de moins d'un mètre de haut, pour éviter l'anaérobie, sur un endroit bien drainé, puis l'épandre à l'automne suivant.
4. Incorporer par griffage au sol, sur 5 à 10 cm (suivant la nature du sol), le processus devant rester aérobie[réf. souhaitée]. Au-delà de 15 cm de profondeur le processus de décomposition attendu ne fonctionnera pas[réf. souhaitée].
5. Si la première application de BRF est effectuée en fin d'hiver ou au printemps, effectuer un apport d'azote la première année seulement (compost ou fumier)[réf. souhaitée]
6. Semer et ne plus perturber le sol[réf. souhaitée].
7. Si les sols sont humides et gorgés d'eau, retarder ou anticiper les incorporations (question d'aérobiose encore une fois) et préférer des apports réguliers (1 fois l'an) en faible quantité : 20 t/ha maxi soit entre 40 et 50 m3[réf. souhaitée].
8. Les apports de fin d'été jusqu'au début de l'hiver sont les plus favorables. Ils peuvent se réaliser dans des cultures intermédiaires en place (épandage en petite dose en surface dans un couvert végétal ou culture principale)[réf. souhaitée].
9. Pour accélérer le processus, on peut enclencher la chaîne trophique en "inoculant" les BRF avec des basidiomycètes en ajoutant de la litière forestière[12].
10. L'apport de BRF crée un nouveau milieu, avec un nouvel équilibre. Les ravageurs (limaces, rongeurs) arrivent toujours les premiers (dès la première année), les régulateurs (carabes, vers luisants, rapaces) toujours plus tard. Le non-travail du sol sur plus de 50 % de la surface est recommandé pour ne pas déranger les œufs et larves de carabes[réf. souhaitée].
11. En France, Jean Pain a mis au point depuis la fin des années 1960, une technique de compost de broussailles qui utilise également la fragmentation de rameaux, avec comme dérivés utilisables la production d'eau chaude et de méthane[13].
12. L'utilisation de paillis de BRF de saule sur les rejets miniers de type roches stériles peut promouvoir la colonisation spontanée des plantules d'essences boréales[6]. De plus, l’ajout de BRF favorise la diversité bactérienne, en particulier dans la rhizosphère des arbres pionniers et sur les substrats de roches stériles[14]. Il stimule le développement de groupes microbiens bénéfiques à la croissance des plantes, bien que son effet sur la diversité fongique soit plus variable[14]. Sur des sols fortement perturbés, notamment en milieu boréal, le BRF peut ainsi jouer un rôle clé dans la restauration écologique en facilitant l’établissement des communautés microbiennes et végétales[6],[14].